# Позичковий капітал
Позиковий капітал — грошовий капітал, який надається в позику та приносить власнику дохід у вигляді відсотків від позики.